# Marian Kratochwil
Marian Gleb Kratochwil (ur. 30 września 1906 w Kosowie, zm. 3 grudnia 1997 w Londynie) – polski malarz tworzący na emigracji w Wielkiej Brytanii.

## Życiorys
Syn sędziego i śpiewaczki operowej, brat Zbigniewa (1913-2002) i Zygmunta (1927-2017), uczył się w Gimnazjum im. Henryka Jordana we Lwowie, a następnie za sprawą ojca kontynuował naukę w Gimnazjum im. Jana III Sobieskiego w Złoczowie. W 1926 rozpoczął studia z zakresu filozofii i historii na lwowskim Uniwersytecie Jana Kazimierza. Miał dwanaście lekcji rysunku u Stanisława Batowskiego, a następnie szkicował obrazy z dnia powszedniego, wizerunki chłopów i Żydów, sceny z targu i jarmarku. W tym okresie poznał Leopolda Buczkowskiego, który również szkicował. Przez jedenaście lat odwiedzał dom jego rodziców w Podkamieniu koło Brodów, skąd obaj wyruszali na artystyczne eskapady w okolicy. W latach 30. XX wieku zaczął tworzyć miniatury stosując technikę olejną, w 1935 podczas służby wojskowej przeczytał Don Kichota Miguela de Cervantesa, powieść która stanie się powracającym źródłem natchnienia w jego twórczości. W 1936 przeprowadził się do Warszawy, w październiku tego samego roku podczas indywidualnej wystawy w Towarzystwie Zachęty Sztuk Pięknych zaprezentował obrazy i grafiki z Podola i Wołynia. Również w 1936 uzyskał brązowy medal za obraz "Niedziela w Ożomli", którą wystawił na Ogólnopolskim Salonie w Zachęcie. W latach 1936–1937 wykonał dwa miedzioryty o tematyce związanej z Don Kichotem. W 1937 jego prace uczestniczyły w wystawie w Krakowie, rozpoczął wówczas studia w warszawskiej Akademii Sztuk Pięknych, jednak szybko porzucił naukę na rzecz samokształcenia artystycznego. W 1938 jego obraz "Pożegnanie radości" otrzymał brązowy medal podczas wystawy w Zachęcie. W 1938 i wiosną 1939 wystawiał prace we Lwowie, do kolejnej wystawy nie doszło, ponieważ wybuchła II wojna światowa. Marian Kratochwil walczył w kampanii wrześniowej, a po jej upadku przez Węgry i Jugosławię przedostał się do Francji, gdzie w 1940 wstąpił w szeregi Wojska Polskiego. Po wkroczeniu Niemców ewakuował się do Szkocji, gdzie był asystentem w Centrum Wyszkolenia Piechoty, które istniało przy dywizji gen. Stanisława Maczka. Od 1940 przez dwa lata tworzył cykl miedziorytów noszący wspólną nazwę "Wojna". W 1941 kilka jego rysunków zaprezentowano na Letniej Wystawie Polskich Artystów, która odbyła się w Szkockiej Akademii Królewskiej. W 1944 przez dwa semestry uczęszczał na zajęcia w College of Art w Edynburgu, przerwał wówczas naukę, ale powrócił tam na krótki czas w 1947, po przeniesieniu do rezerwy zrezygnował z nauki i wyjechał na stałe do Londynu. Na początku borykał się z poważnymi problemami finansowymi i pracował jako dekorator wystaw w firmie produkującej meble. W 1948 poznał malarkę Kathleen Browne, która później została jego żoną. Sytuacja zmieniła się, gdy zaprzyjaźnił się z majętną malarką Dame Ethel Walker. Po jej śmierci okazało się, że zapisała Marianowi Kratochwilowi w testamencie część majątku oraz znaczną część swojej kolekcji obrazów. Uzyskał wówczas stabilizację finansową, dzięki której kontynuował poszukania artystyczne. W 1956 po raz pierwszy wyjechał do Hiszpanii, w 1961 poślubił Kathleen i razem wyjechali na czteromiesięczną podróż po Hiszpanii i Portugalii, z której przywiózł ponad 150 prac. Wyjazdy na Półwysep Iberyjski miały ogromny wpływ na styl i kolorystykę prac Kratochwila, zaczął stosować żywe barwy i ekspresyjne kolory, malował andaluzyjskie krajobrazy, mieszkańców hiszpańskiej prowincji oraz widoki marynistyczne i miejskie, powracał tej do fantastycznych wizji inspirowanych Don Kichotem. Po powrocie zamieszkał z żoną w Chelsea, w swoim mieszkaniu-pracowni otworzyli szkołę prowadzącą kursy malarskie, gdzie Marian Kratochwil wykładał teorię sztuki i podstawy warsztatu malarskiego, a także uczył praktycznej techniki malarskiej. Równocześnie był nauczycielem dochodzącym w Epsom School of Art. W 1962 ponownie odwiedził Hiszpanię, a w 1966 wybrał się tam kolejny raz. W 1965 po raz pierwszy od wyjazdu odwiedził Polskę, w 1967 wybrał się tam po raz drugi. W 1968 zorganizował pokaz swoich prac zatytułowaną "London and Scotland", miejscem prezentacji była jego pracownia w Chelsea. W 1970 odbyła się wystawa jego prac w Muzeum Narodowym w Krakowie. W 1979 zaprezentował w Ambasadzie Hiszpanii w Londynie dwadzieścia swoich prac inspirowanych Andaluzją, jej pejzażami i mieszkańcami, dwa lata później zostały wystawione w Toledo i podarowane tamtejszemu muzeum. W 1980 po raz drugi zostały wystawione w Muzeum Narodowym w Krakowie, a rok później w warszawskiej Zachęcie. W 1986 odbywa się wystawa indywidualna prac Mariana Kratochwila w Muzeum Santa Cruz w Toledo, w tym samym roku władze Hiszpanii doceniły jego zasługi w zakresie malarstwa i pracy artystycznej i nadały mu najwyższe odznaczenie, order "Encomienda de Isabel La Catolica", równocześnie został mianowany członkiem Królewskiej Akademii Sztuk Pięknych i Nauk Historycznych w Toledo. W 1994 miała miejsce wspólna wystawa artysty i jego żony w Polskim Instytucie Kulturalnym. W 1996 Marian Kratochwil po raz ostatni odwiedził Polskę, miała wówczas miejsce wystawa jego prac w Bibliotece Jagiellońskiej, artysta część swoich prac podarował Muzeum Narodowemu w Krakowie, Bibliotece Jagiellońskiej i Muzeum Narodowemu w Warszawie.       
Poza malarstwem Marian Kratochwil zajmował się literaturą, razem z bratem Zbigniewem Katochwilem spisał wspomnienia o Mieczysławie Kistrynie, które opublikowano na łamach Rocznika Lwowskiego. Swoje życie opisał w nieopublikowanej książce zatytułowanej „Metamorphoses: from Brush to Pen. Recollections of my Past”, opracował też książkę poświęconą twórczości żony. Jego pasją była gra na fortepianie, organizował wieczorki muzyczne, na których gościł m.in. Andrzeja Panufnika i Krystiana Zimmermanna. Należał do propagatorów twórczości Karola Szymanowskiego. Zmarł 3 grudnia 1997, 12 grudnia został pochowany na Kensington and Chelsea Cemetery.

## Kolekcje muzealne
Prace Mariana Kratochwila znajdują się w kolekcjach wielu instytucji muzealnych, są to m.in.
- Muzeum Narodowe w Krakowie,
- Biblioteka Jagiellońska w Krakowie,
- Muzeum Narodowe w Poznaniu,
- Muzeum Narodowe w Warszawie,
- Muzeum Narodowe w Gdańsku,
- Muzeum Okręgowe w Bydgoszczy,
- Muzeum Okręgowe w Toruniu,
- Archiwum Emigracji i Muzeum Uniwersyteckim w Toruniu, w londyńskich
- British Museum,
- Victoria & Albert Museum,
- London Museum,
- National Gallery of Modern Art w Szkocji,
- Polskie Muzeum w Rapperswilu w Szwajcarii,
- Chicago R. C. Museum w USA.

Liczne znajdują się w prywatnych kolekcjach w Wielkiej Brytanii, Hiszpanii, Polsce oraz USA. W 2025 roku w Muzeum Kresów w Lubaczowie można oglądać wystawę blisko 70 prac Mariana Kratochwila.